# Hylaeus gressitti
Hylaeus gressitti is een vliesvleugelig insect uit de familie Colletidae. De wetenschappelijke naam van de soort is voor het eerst geldig gepubliceerd in 1979 door Hirashima.